# 斯克拉丁

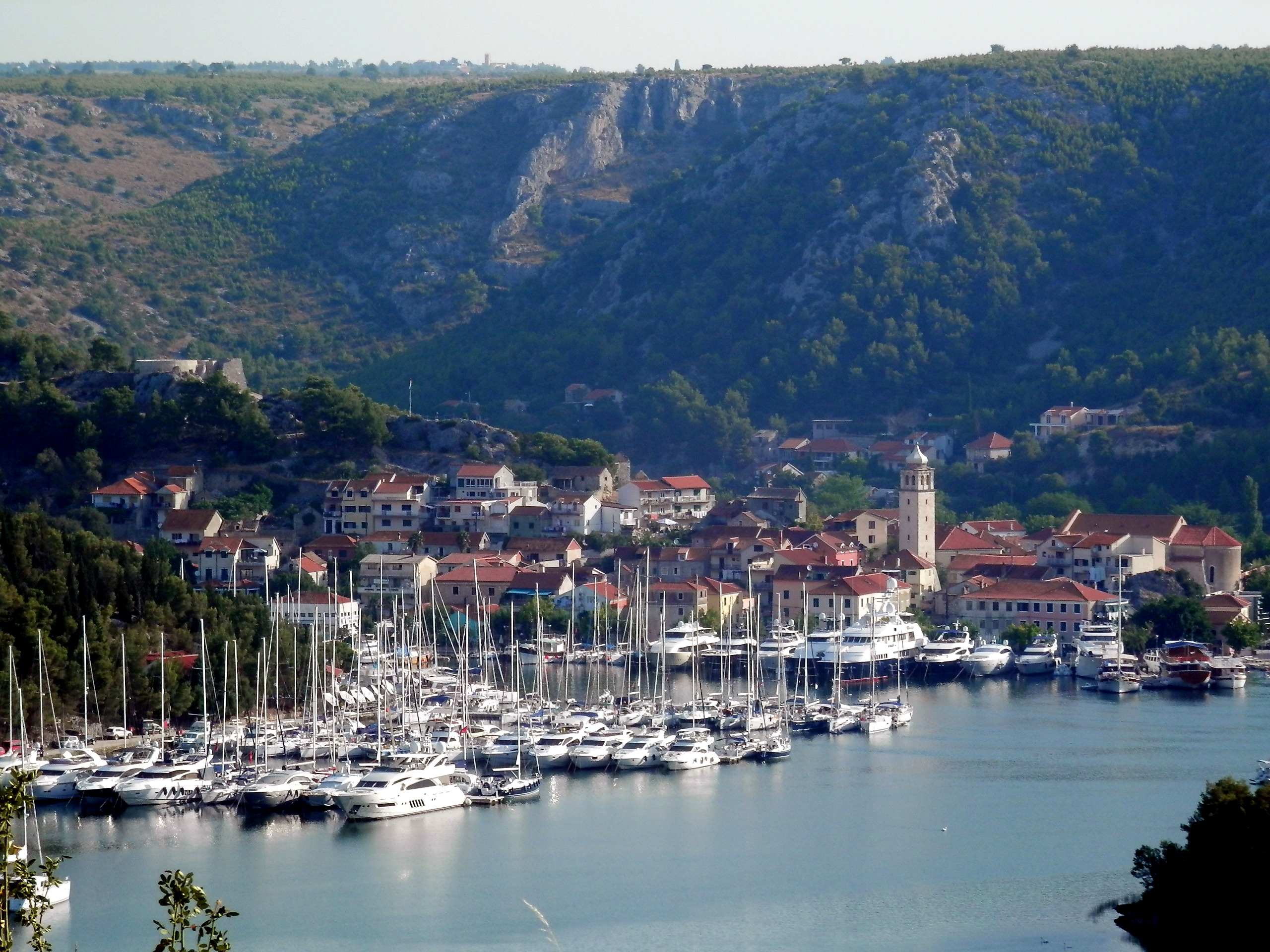
斯克拉丁

斯克拉丁是克羅地亞的城鎮，位於該國南部克爾卡河畔，距離希貝尼克17公里，由希貝尼克-克寧縣負責管轄，面積186.79平方公里，2001年人口3,823。

## 外部連結
- Official website （页面存档备份，存于）